# (6746) Zagar
(6746) Zagar est un astéroïde de la ceinture principale.

## Description
(6746) Zagar est un astéroïde de la ceinture principale. Il fut découvert le 9 juillet 1994 à Bologne par l'observatoire San Vittore. Il présente une orbite caractérisée par un demi-grand axe de 2,60 UA, une excentricité de 0,16 et une inclinaison de 12,7° par rapport à l'écliptique.

## Compléments